# Flughafen Sisimiut

i7
i11
i13
Der Flughafen Sisimiut (IATA-Code: JHS, ICAO-Code: BGSS) ist ein Flughafen in Sisimiut im westlichen Grönland.

## Lage
Der Flughafen liegt etwa 3,0 km nordwestlich des Stadtzentrums von Sisimiut und ist über die 4,0 km lange Straße Asummiunut ab dem Nordrand der Stadt zu erreichen. Er befindet sich in Asummiut, der früheren Platzierung der Missionsloge, bevor diese nach Sisimiut versetzt wurde. Er liegt auf einer Höhe von 33 Fuß.

## Geschichte

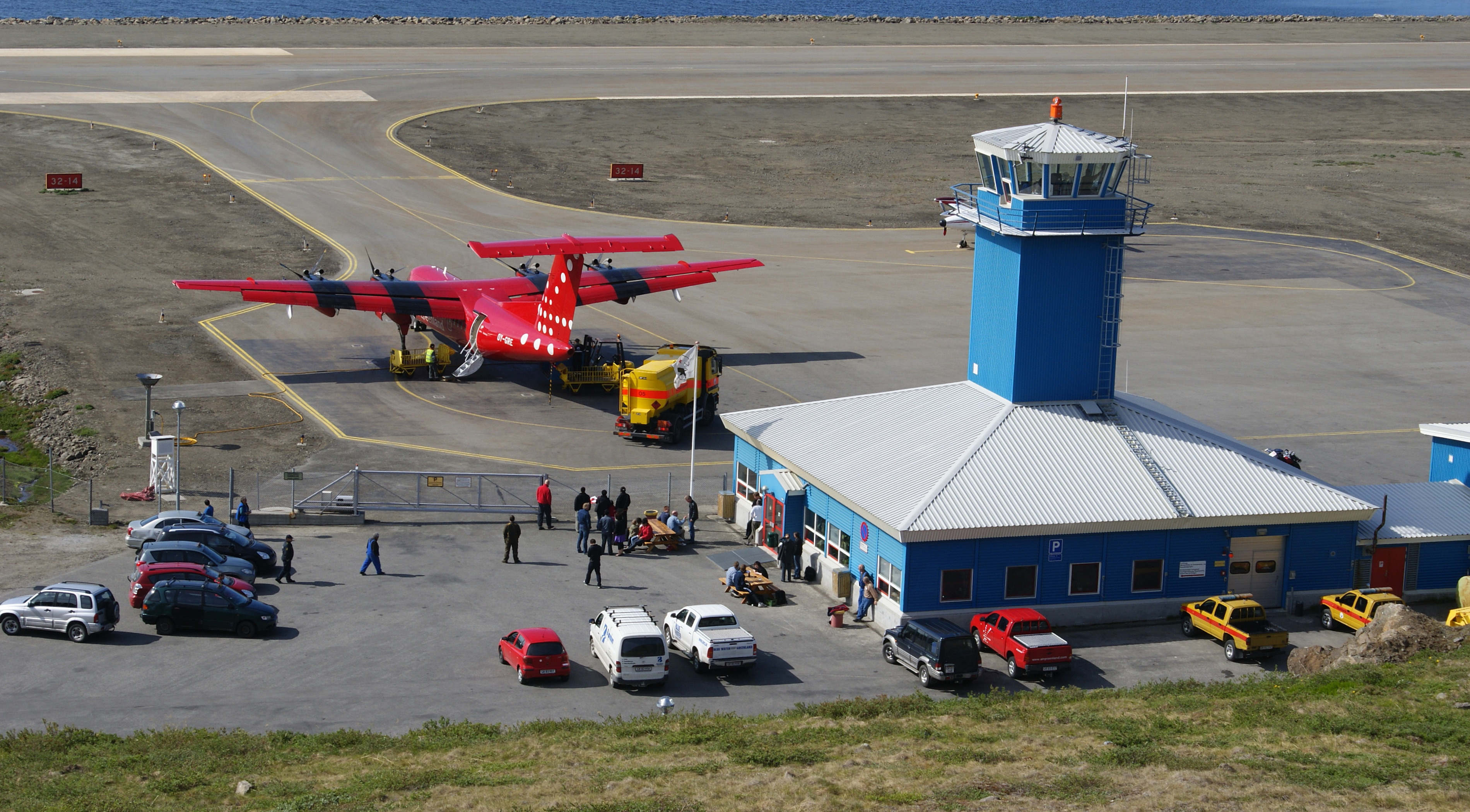
Terminal (2010)

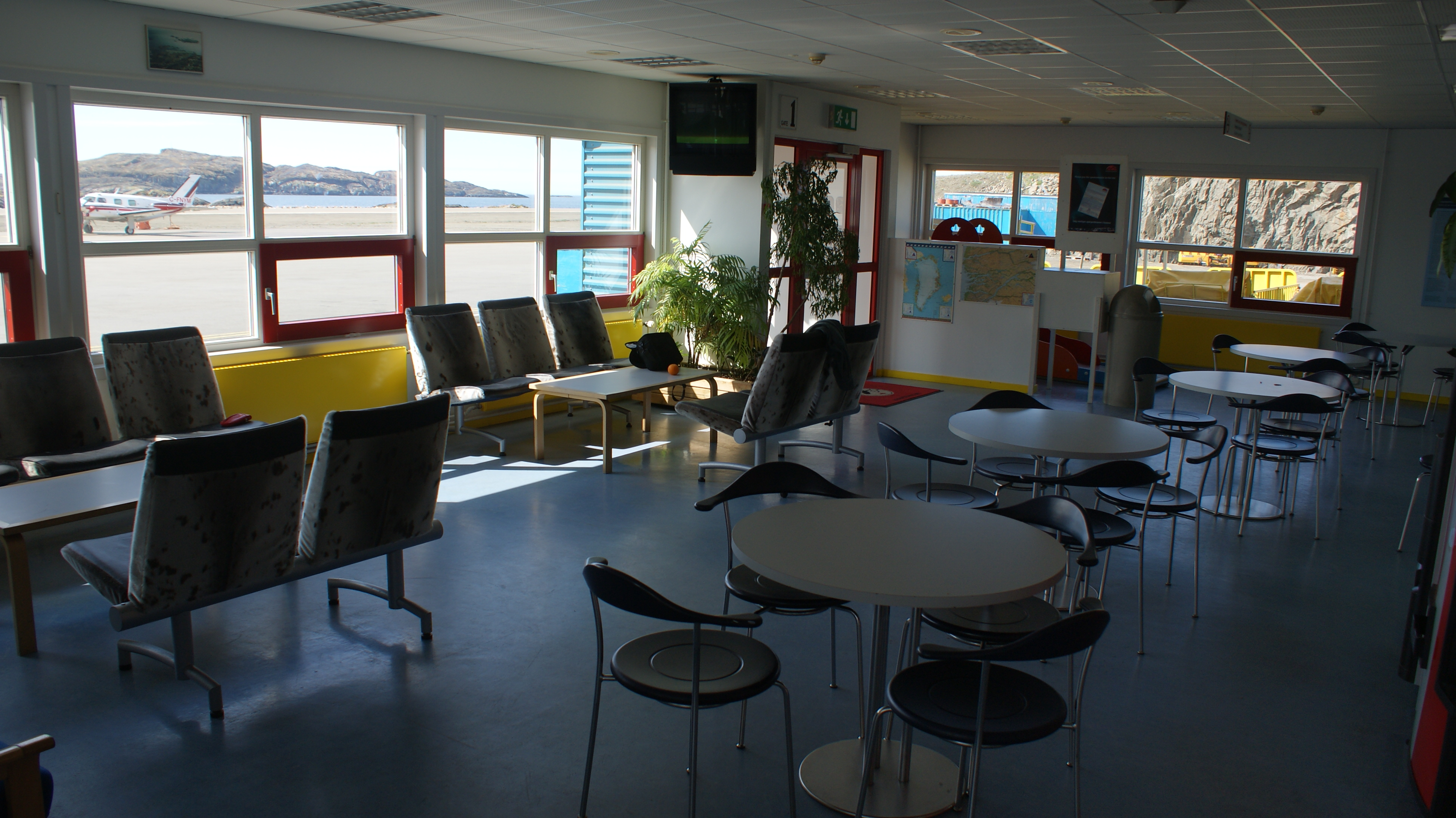
Im Terminal (2010)

Der Flughafen Sisimiut gehört zu einer Reihe von Flughäfen, die ab 1995 in mehreren grönländischen Städten errichtet werden sollten. Im Februar 1996 begann der Bau der Straße zum Flughafen, der im Juli 1997 abgeschlossen werden sollte und zu der auch eine Brücke gehörte. Der Flughafen wurde zudem teilweise ins Meer gebaut. Am 3. Oktober 1998 wurde der Flughafen eröffnet. Die Baukosten lagen bei 210 Mio. Kronen, womit der Flughafen der teuerste des Landes war.

## Ausstattung
Der Flughafen verfügt über eine asphaltierte Landebahn (13/31) mit einer Länge von 799 m und einer Breite von 30 m. Es gibt keine Flächenenteisungsanlagen. GPS-gestützte Nicht-Präzisionsanflüge und ein NDB-Anflug sind verfügbar, Sichtflug ist aber ebenfalls gestattet.

## Fluggesellschaften und Ziele
Air Greenland bietet Flüge zu den Flughäfen Aasiaat, Nuuk und Kangerlussuaq an. Zudem gibt es saisonale Hubschrauberverbindungen zum Heliport Itilleq und zum Heliport Sarfannguit.